# Serbien och Montenegros herrlandslag i handboll
Serbien och Montenegros herrlandslag i handboll (2003–2006) eller Förbundsrepubliken Jugoslaviens herrlandslag i handboll (1992–2003) representerade Serbien och Montenegro, respektive Förbundsrepubliken Jugoslavien, i handboll på herrsidan.

## Historia
Förbundsrepubliken Jugoslavien (FR Jugoslavien) deltog i sitt första EM 1996, sitt första VM 1997 och sitt första OS 2000.
Under VM 1999 i Egypten gick laget vidare från gruppspelet och vann brons. Under OS 2000 i Sydney kom laget på fjärde plats, efter att ha förlorat bronsmatchen mot Spanien. Under VM 2001 i Frankrike blev resultatet detsamma som vid det föregående, VM 1999. Laget slutade igen på en bronsplats.
2003 ersattes FR Jugoslaviens landslag med Serbien och Montenegros landslag, efter att nationen Serbien och Montenegro bildats.
För att laget skulle komma till VM 2007 i Tyskland var de tvungna att vinna mot Tjeckien i playoff vid kvalspelet i juni 2006. Serbien och Montenegro förlorade båda matcherna mot Tjeckien och kvalificerade sig därmed inte till handbolls-VM 2007.
2006 upplöstes laget, då staterna Montenegro och Serbien bildades ur staten Serbien och Montenegro. De båda staterna representeras därefter av Montenegros respektive Serbiens herrlandslag i handboll.

## Meriter
- OS
  - Fjärde plats: 2000
- VM
  - VM-brons: 1999 och 2001
- EM
  - EM-brons: 1996